# Eleccions presidencials de Gàmbia de 2011
El 24 de novembre de 2011 es van celebrar eleccions presidencials a Gàmbia. El president en funcions, Yahya Jammeh, en el càrrec des que va prendre el poder en un cop d'estat en 1994, es va enfrontar a Ousainou Darboe, del Partit Democràtic Unit, i a Hamat Bah, de l'Aliança Nacional per a la Democràcia i el Desenvolupament.
Les eleccions van ser guanyades una altra vegada per Jammeh, que va obtenir el 72% dels vots amb una participació del 83%.

## Sistema electoral
La votació es realitzava amb bales que es deixaven caure en recipients de colors, cadascun dels quals contenia un gong.